# Rombas
Rombas település Franciaországban, Moselle megyében. Lakosainak száma 9534 fő (2022. január 1.). Rombas Amnéville, Clouange, Marange-Silvange, Moyeuvre-Grande, Pierrevillers, Rosselange és Vitry-sur-Orne községekkel határos.

## Népesség
A település népessége az elmúlt években az alábbi módon változott:
| Lakosok száma | 12 412 | 11 733 | 10 844 | 10 023 | 10 002 | 9846 | 9882 | 9861 | 9864 | 9534 |
|               | 1968   | 1982   | 1990   | 2006   | 2013   | 2015 | 2017 | 2019 | 2020 | 2022 |